# Senioren Ratgeber
Der Senioren Ratgeber ist eine monatliche deutsche Kundenzeitschrift. Er wird vom Wort & Bild Verlag herausgegeben, von Apotheken abonniert und dort kostenlos an Kunden abgegeben.
Der Senioren Ratgeber erschien erstmals 1978 (herausgegeben von Rolf Becker). Heute (2014) hat er laut Informationsgemeinschaft zur Feststellung der Verbreitung von Werbeträgern e. V. eine Druckauflage von mehr als 1.738.000 Exemplaren und laut Allensbacher Markt- und Werbeträger-Analyse eine Reichweite von 6,8 %. Dies entspricht 4,79 Millionen Lesern.
Der Senioren Ratgeber wird von der Bundesarbeitsgemeinschaft der Senioren-Organisation e.V. (BAGSO) empfohlen.

## Rubriken
Rubriken der Zeitschrift:
- Thema des Monats (z. B. Besser sehen – Linsen, Licht und Laser)
- Rat & Hilfe
- Wohnen & Pflege
- Essen & Trinken
- Leben & Lieben